# Walt Justis
Walter Newton Justis (né à Moores Hill le 17 août 1883 et mort à Greendale le 4 octobre 1941), surnommé "Smoke" (Fumée), était lanceur de la baseball qui a joué en 1905 avec les Tigers. Il a frappé et lancé de la droite. Justis avait un dossier de 0-0, avec une MPM de 8,10 en 2 matchs, dans sa carrière d'un an.